# Amt Fockbek
Das Amt Fockbek ist ein Amt im Kreis Rendsburg-Eckernförde in Schleswig-Holstein nördlich des Nord-Ostsee-Kanals zwischen der Autobahn A 7 und der Eider im Westen der Stadt Rendsburg und umfasst folgende Gemeinden:
- Alt Duvenstedt
- Fockbek
- Nübbel
- Rickert

## Geschichte
Das Amt Fockbek entstand 1948. 
Seit 1998 werden die Verwaltungsgeschäfte von der Gemeinde Fockbek durchgeführt.